# Matsudaira Haruyoshi
Matsudaira Haruyoshi est un nom japonais traditionnel ; le nom de famille (ou le nom d'école), Matsudaira, précède donc le prénom (ou le nom d'artiste).
Matsudaira Haruyoshi (松平 治好) (11 mai 1768 - 8 janvier 1826) est un daimyo de l'époque d'Edo, à la tête du domaine de Fukui dans la province d'Echizen.